# Pas de Jiayu

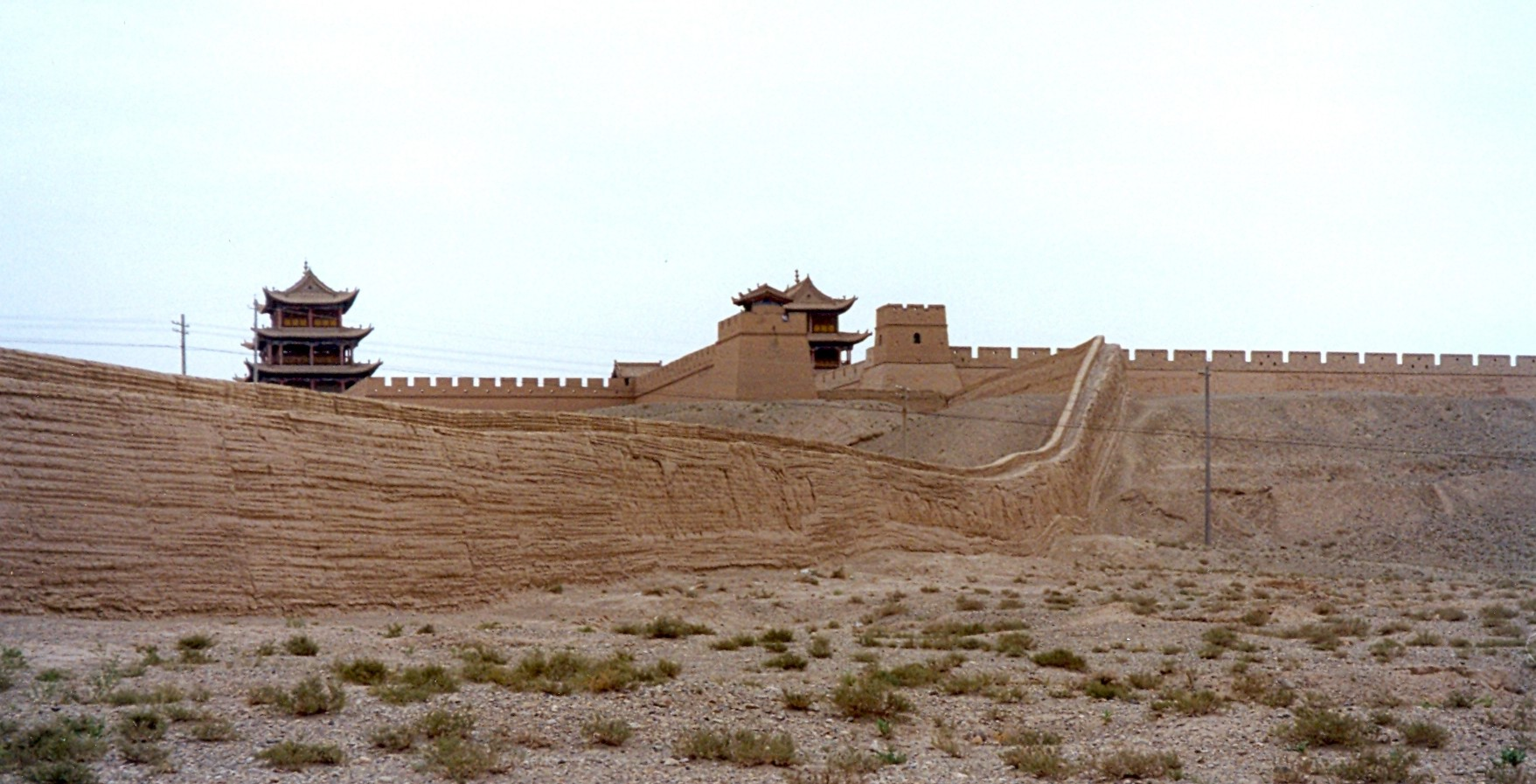
Secció de la Gran Muralla a prop del fort.

El Pas Jiayu (xinès tradicional: 嘉峪關, xinès simplificat: 嘉峪关, pinyin: Jiāyù Guān) és el primer pas en l'extrem oest de la Gran Muralla Xinesa, prop de la ciutat de Jiayuguan a la província de Gansu. Juntament amb el Pas de Juyong i el Pas de Shanhai, és considerat un dels principals passos de la Gran Muralla.
L'any 1987, juntament amb el pas de Shanhai, fou considerat un element individual diferenciat a la llista del Patrimoni de la Humanitat de la Unesco.

## Ubicació
El pas es troba al punt més estret de la secció occidental del corredor de Hexi, a 6 quilòmetres al sud-oest de la ciutat de Jiayuguan, a Gansu. L'estructura es troba entre dos turons, un de les quals es diu Jiayuguan. Es va construir prop d'un oasi a l'extrem occidental de la Xina.

## Descripció

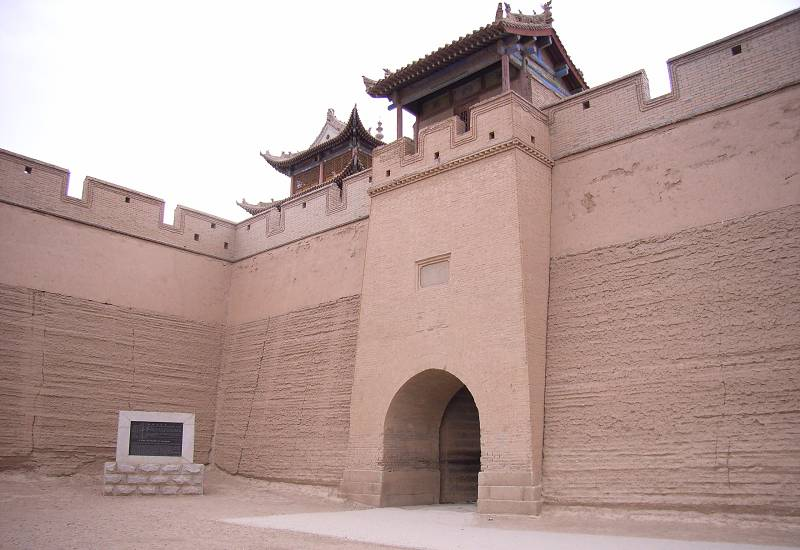
Part del mur de terra piconada (amb el nivell superior fet de maons de fang) que es troben a Jiayuguan.

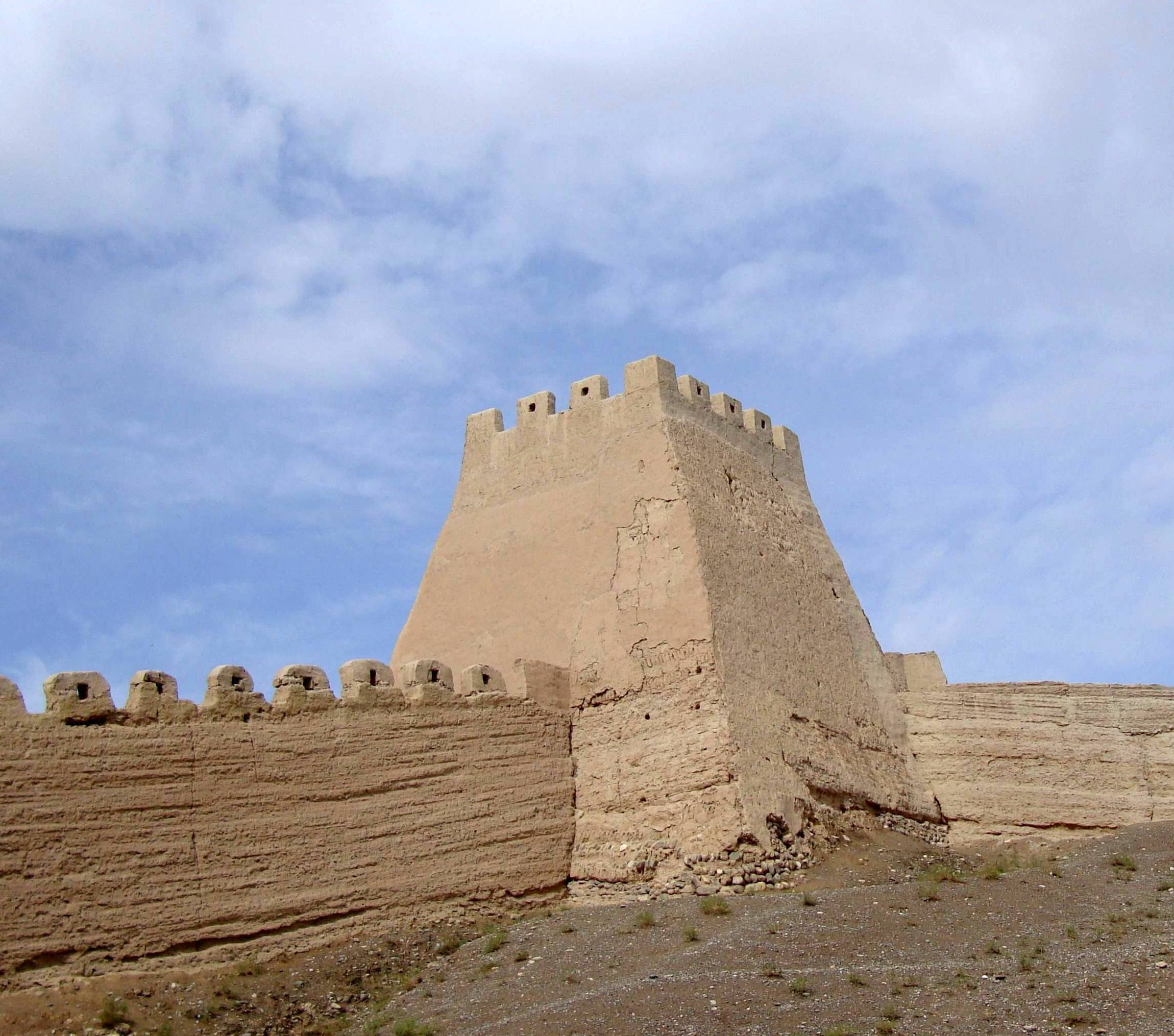
Una torre de cantonada, sense cap treball de restauració realitzat en aquesta secció.

El pas és de forma trapezoïdal, amb un perímetre de 733 metres i una superfície de més de 33.500 metres quadrats. La longitud total de la muralla de la ciutat és 733 metres i l'altura és d'11 metres.
Hi ha dues portes: una al costat est del pas i l'altra al costat oest. A cada porta hi ha un edifici. A la construcció de la porta oest s'hi troba una inscripció en xinès, on s'hi llegeix Jiayuguan. Els costats sud i nord l'accés estan connectats a la Gran Muralla i hi ha una torre a cada cantonada del pas. Al costat nord, dins de les dues portes, hi ha grans carreteres que condueixen a la part superior del pas.

## Història

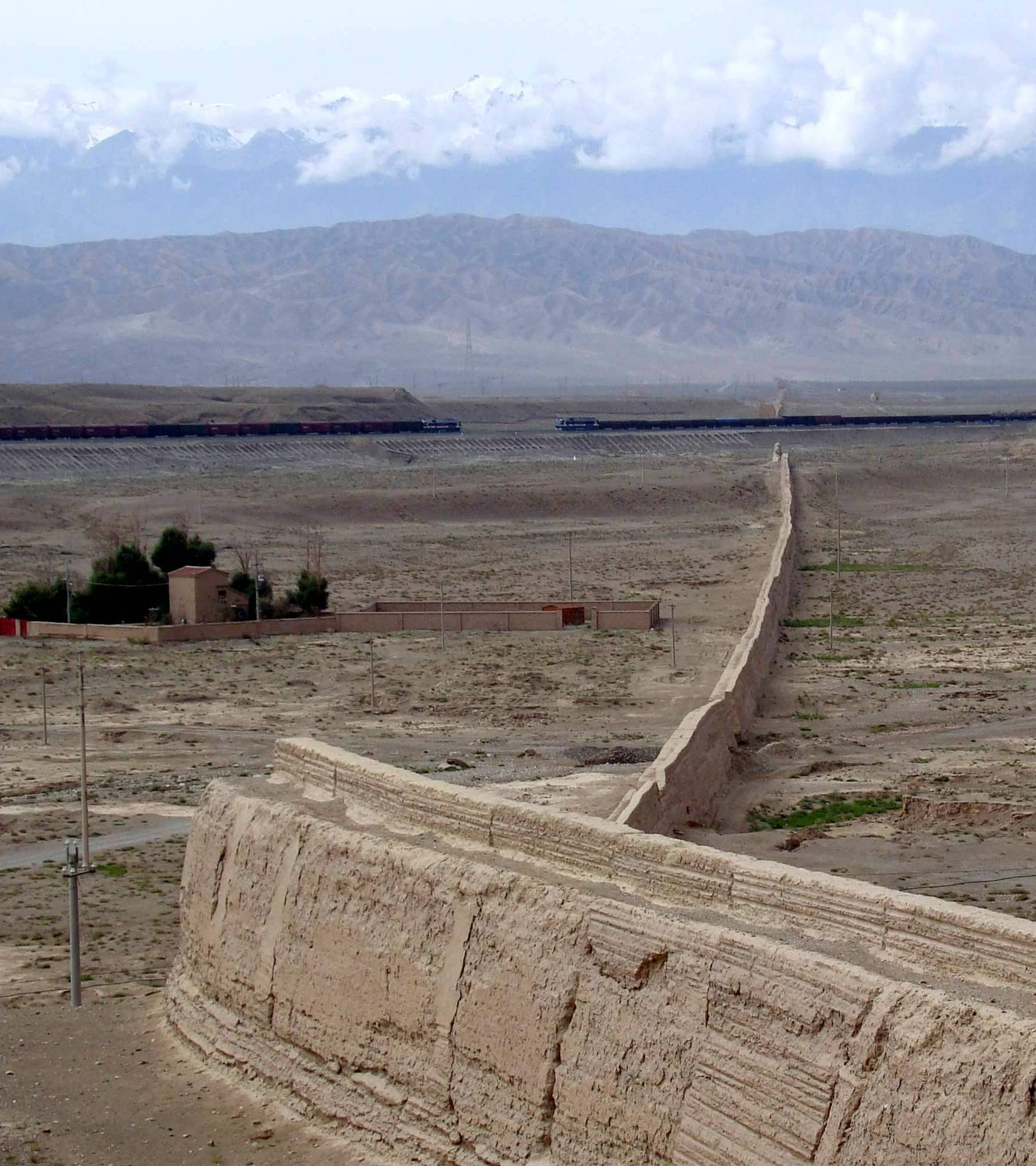
La Gran Muralla Xinesa a prop de Jiauguan.

L'estructura va ser construïda durant la primera dinastia Ming, pels volts de l'any 1372. La fortalesa s'havia reforçat en gran manera a causa del temor d'una invasió per Tamerlà, però aquest va morir de vellesa mentre liderava un exèrcit cap a la Xina.

## Importància

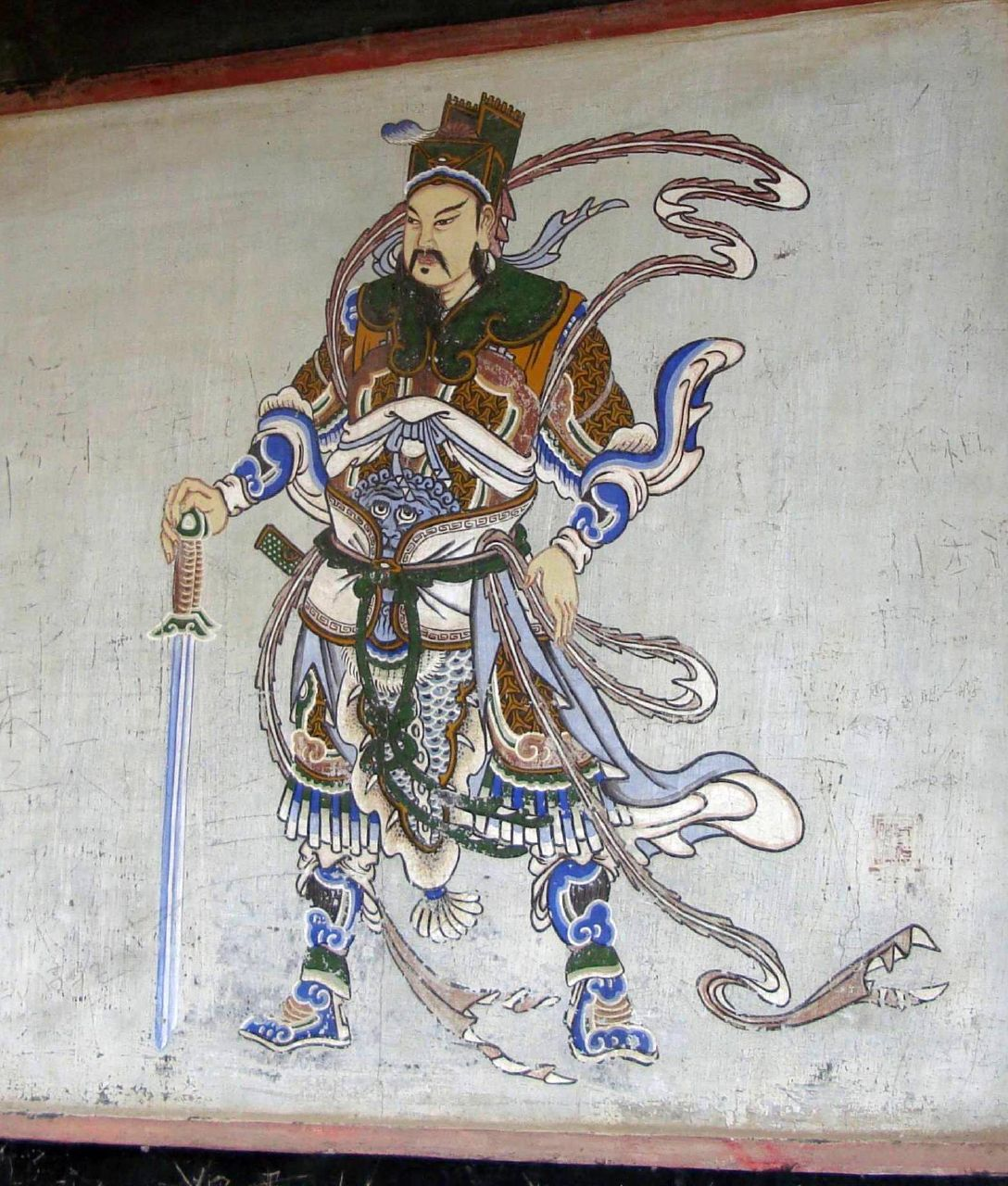
Pintura d'un militar en una porta del fort.

Entre els passos de la Gran Muralla, Jiayuguan és el més intacte de l'antiga edificació militar. El pas, també conegut amb el nom de Primer i major pas sota el cel (xinès simplificat: 天下第一雄关), no ha de confondre's amb el Primer Pas sota el Cel (xinès simplificat: 天下第一关), un nom del Pas de Shanhai a l'extrem oriental de la Gran Muralla, a prop de Qinhuangdao, a Hebei.
Al voltant de Jiayuguan hi ha pocs llocs històrics com a altres llocs de la província de Gansu i a la Ruta de la Seda de la qual aquest pas va formar part.

## Galeria

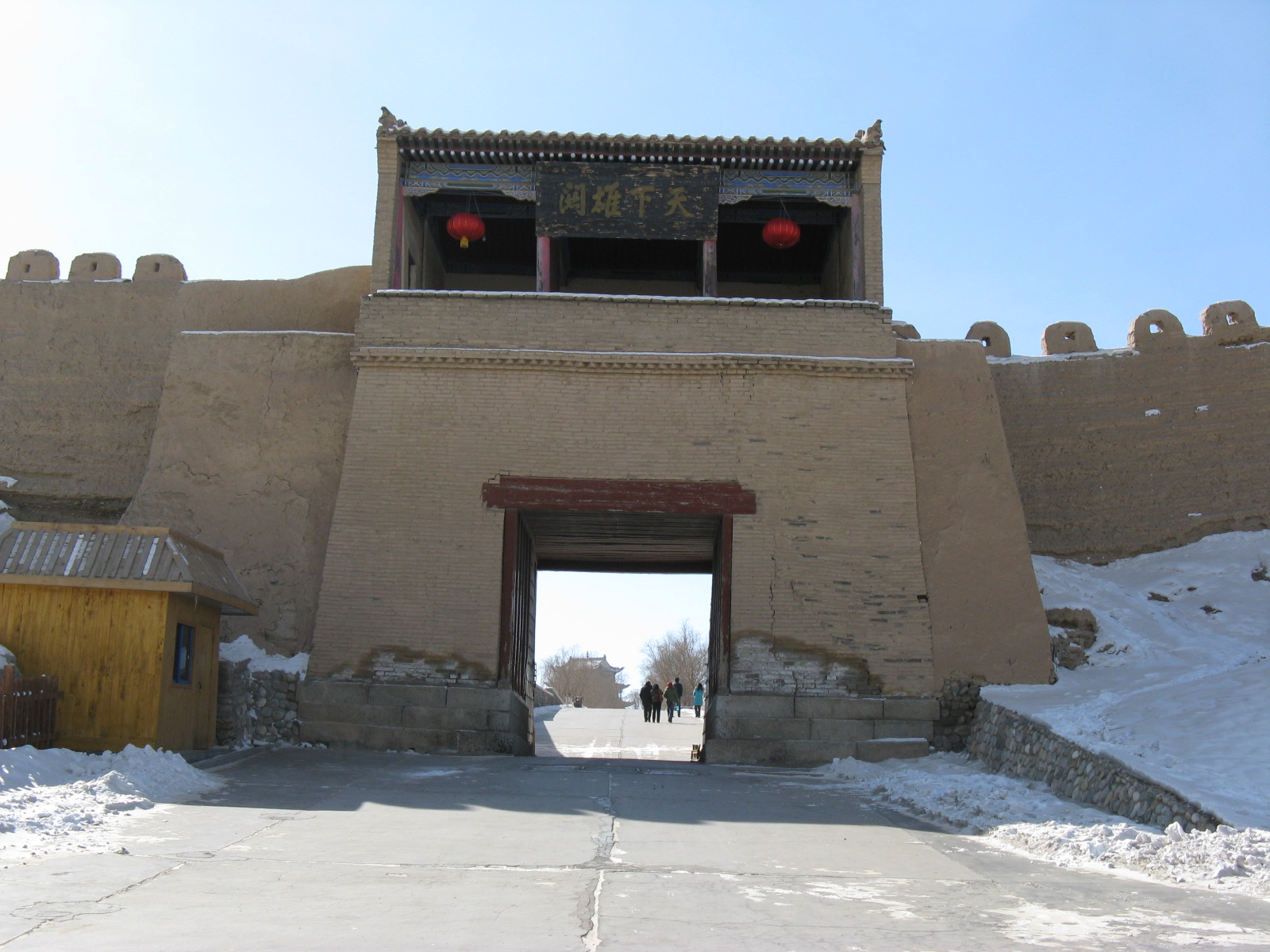
Pas de Jiayu
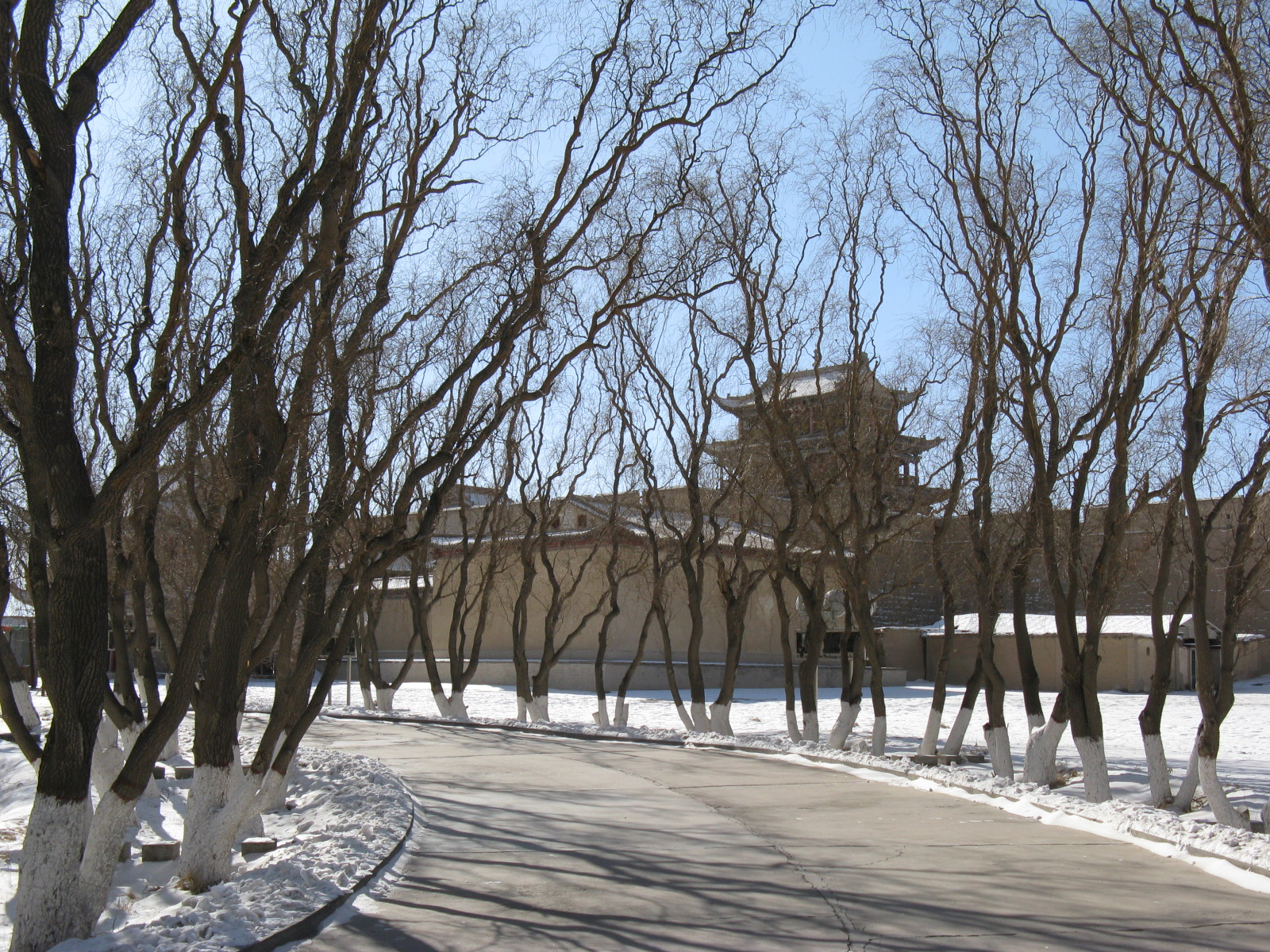
Desmais al Pas Jiayu
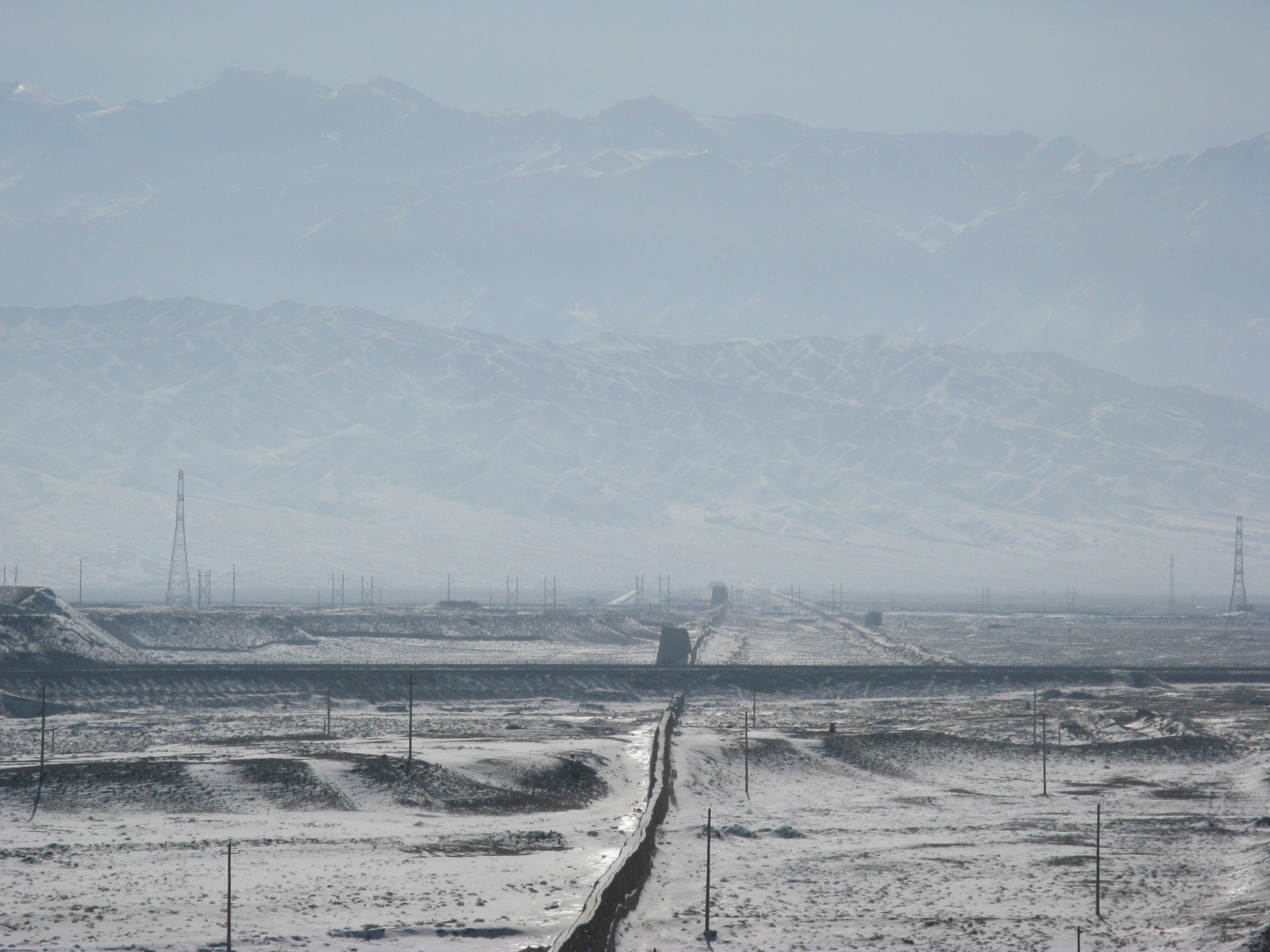
Muntanyes de Qilian i la Gran Muralla
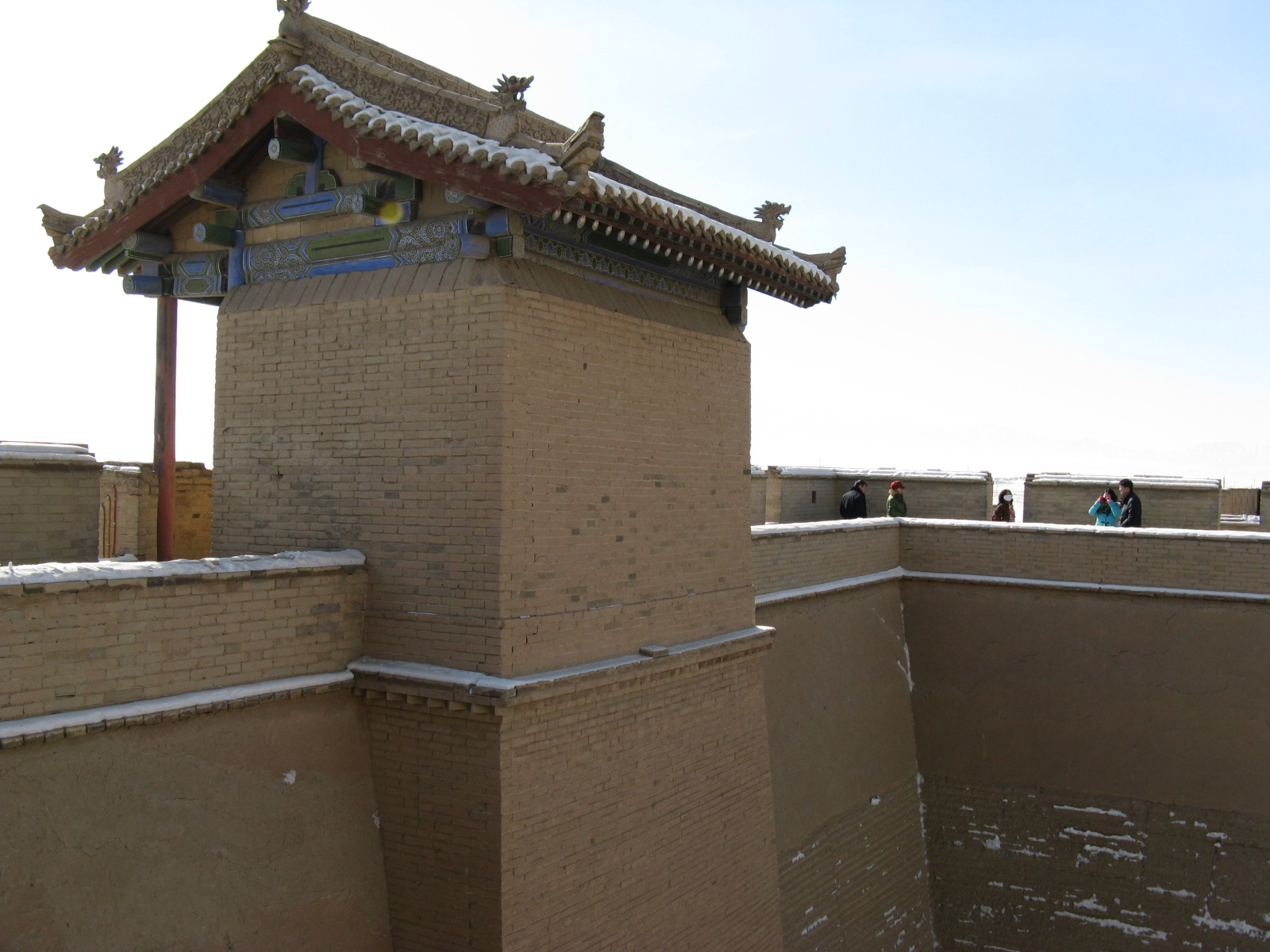
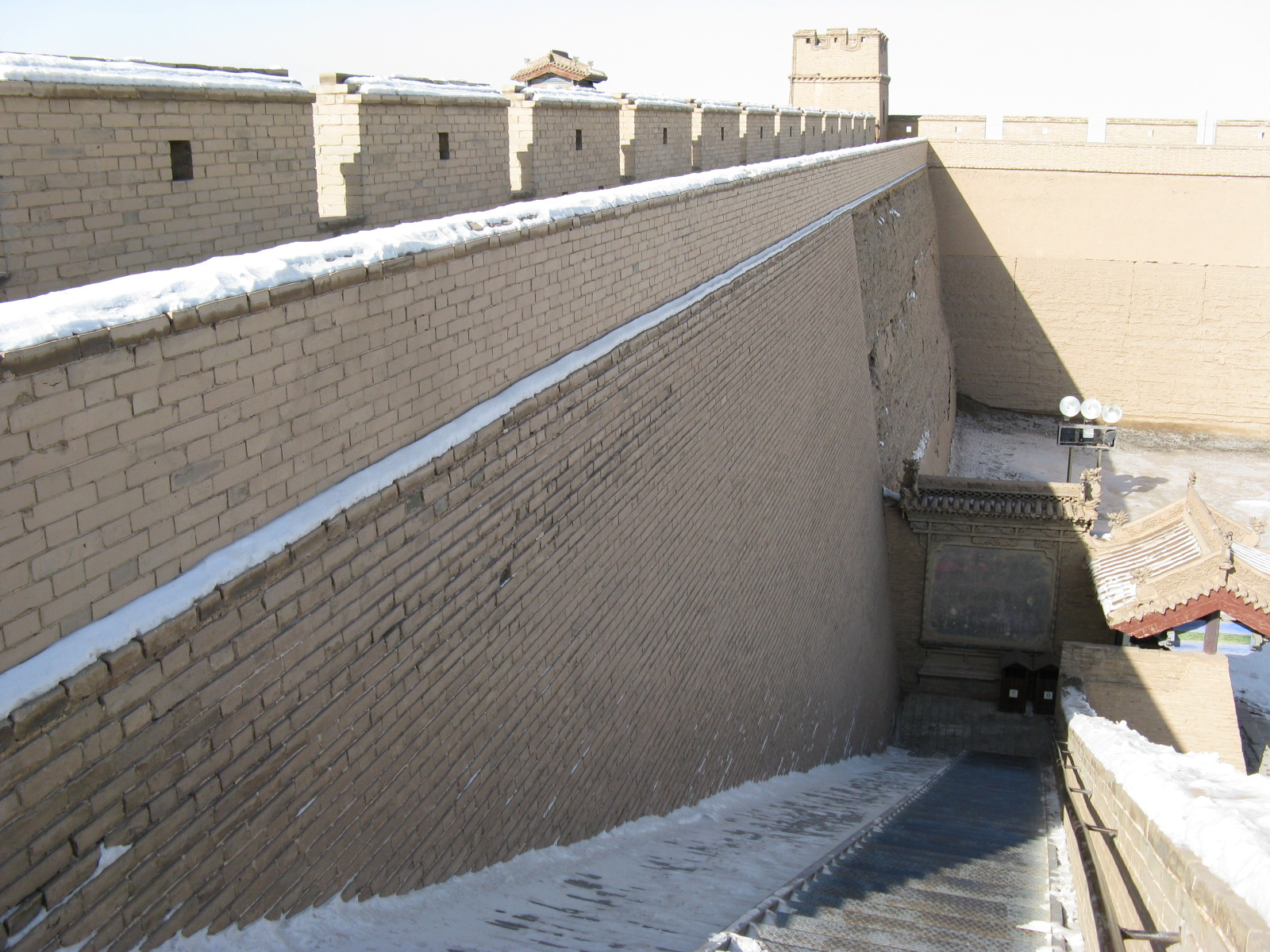
Petjades
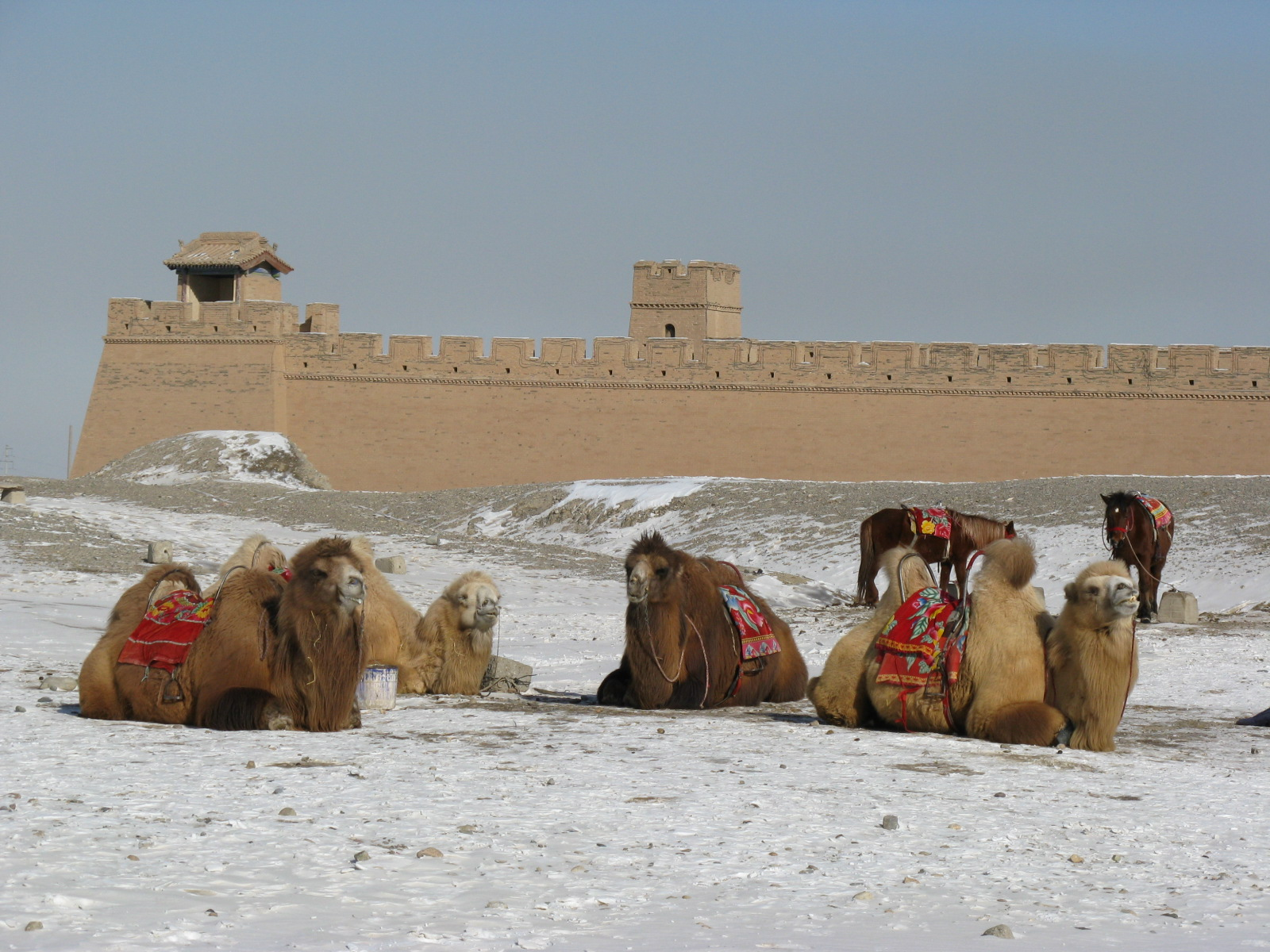
Camells